# 内阁官房副长官

內閣官房副長官（日语：／ Naikaku Kanbō Fukuchōkan），是日本國政府內閣官房的副長官，輔助內閣官房長官處理內閣庶務、重要政策規劃、協調、情報收集等

## 概要
此職務的前身為內閣副書記官長，1947年5月3日內閣官房依照《內閣法》設置後，內閣副書記官長的職務變更為內閣官房次長。而在1949年6月1日，《內閣法》修改下改為內閣官房副長官。
2001年1月6日，根據《中央省廳機構改革基本法》對中央省廳機構進行改組，此職位成為認證官。

## 任命
内阁官房副长官是认证官，但任命对象的资格要求和副长官之间的职务分担在内阁法等法令上没有明确规定，作为政务担当的众议院议员和參议院议员各有1人的共计2人，作为事务担当的事务次官经验者等1人，分别被任命为惯例。

## 歷史
- 1945年9月19日 - 内阁书记官长下新设内阁副书记官长（固定數目1人）。
- 1947年5月3日 - 随着日本国宪法的施行，内阁副秘书长废除了内阁官房次长（固定數目1人）。
- 1949年6月1日 - 内阁官房职员设置制的废止和内阁法的一部分修改，废除政令职务的内阁官房次长，设置了法定职务的内阁官房副长官（固定數目2人）。
- 1984年7月1日 - 总务厅设置的同时，内阁官房加上总理府（大臣厅等除外）的总结整理助理也担任。
- 2001年1月6日 - 内阁法一部改正，所谓认证官，成为其任免由天皇被认证。伴随着中央省厅的重组，继续担任总理府的内閣府（除大臣厅等）的总结整理的助理。

## 歷代內閣官房副長官
| 內閣副書記官長             | 內閣副書記官長              | 內閣副書記官長       | 內閣副書記官長           | 內閣副書記官長 | 內閣副書記官長             | 內閣副書記官長 | 內閣副書記官長               | 內閣副書記官長                              | 內閣副書記官長 | 內閣副書記官長 | 內閣副書記官長 | 內閣副書記官長 | 內閣副書記官長                  | 內閣副書記官長                                  |
| 內閣                       | 內閣                        | 內閣書記官長         | 全名                     | 全名           | 就職日                     | 就職日         | 卸任日                       | 卸任日                                      | 黨派           | 黨派           | 出身           | 出身           | 備註                            | 備註                                            |
| -------------------------- | --------------------------- | -------------------- | ------------------------ | -------------- | -------------------------- | -------------- | ---------------------------- | ------------------------------------------- | -------------- | -------------- | -------------- | -------------- | ------------------------------- | ----------------------------------------------- |
| 東久邇宮內閣               | 東久邇宮內閣                | 緒方竹虎             | 高木惣吉                 | 高木惣吉       | 1945年9月19日              | 1945年9月19日  | 1945年10月27日               | 1945年10月27日                              | 無黨籍         | 無黨籍         | 海軍           | 海軍           |                                 |                                                 |
| 幣原內閣                   | 幣原內閣                    | 次田大三郎           | 三好重夫                 | 三好重夫       | 1945年10月27日             | 1945年10月27日 | 1946年3月2日                 | 1946年3月2日                                | 無黨籍         | 無黨籍         | 內務省         | 內務省         | 任內辭職，由木內四郎接任        | 任內辭職，由木內四郎接任                        |
| 幣原內閣                   | 幣原內閣                    | 次田大三郎           | 木內四郎                 | 木內四郎       | 1946年3月2日               | 1946年3月2日   | 1946年6月14日                | 1946年6月14日                               | 無黨籍         | 無黨籍         | 大藏省         | 大藏省         |                                 |                                                 |
| 第1次吉田內閣              | 第1次吉田內閣               | 林讓治               | 周東英雄                 | 周東英雄       | 1946年6月14日              | 1946年6月14日  | 1947年5月3日                 | 1947年5月3日                                | 無黨籍         | 無黨籍         | 農林省         | 農林省         | 職位變更為内閣官房次長          | 職位變更為内閣官房次長                          |
| 内閣官房次長               |                             |                      |                          |                |                            |                |                              |                                             |                |                |                |                |                                 |                                                 |
| 內閣                       | 內閣                        | 內閣官房長官         | 政務                     | 就職日         | 卸任日                     | 黨派           | 出身                         | 備註                                        | 事務           | 就職日         | 卸任日         | 黨派           | 出身                            | 備註                                            |
| 第1次吉田內閣              | 第1次吉田內閣               | 林讓治               | 不適用                   | 不適用         | 不適用                     | 不適用         | 不適用                       | 不適用                                      | 周東英雄       | 1947年5月3日   | 1947年6月10日  | 無黨籍         | 農林省                          | 職位變更自內閣副書記官長                        |
| 片山內閣                   | 片山內閣                    | 西尾末廣             | 瀧川末一                 | 1947年6月10日  | 1948年3月15日              | 日本社會黨     | 黨書記長                     | 開始實行政務事務雙次長制                    | 曾禰益         | 1947年6月10日  | 1948年3月15日  | 無黨籍         | 外務省                          |                                                 |
| 蘆田內閣                   | 蘆田內閣                    | 苫米地義三           | 有田喜一                 | 1948年3月15日  | 1948年10月17日             | 無黨籍         | 運輸省                       |                                             | 福島慎太郎     | 1948年3月15日  | 1948年10月17日 | 無黨籍         | 外務省                          |                                                 |
| 第2次吉田內閣              | 第2次吉田內閣               | 佐藤榮作             | 不適用                   | 不適用         | 不適用                     | 不適用         | 不適用                       | 不適用                                      | 橋本龍伍       | 1948年10月17日 | 1948年12月25日 | 無黨籍         | 大藏省                          | 回歸事務單次長制 任內辭職，由郡祐一接任         |
| 第2次吉田內閣              | 第2次吉田內閣               | 佐藤榮作             | 不適用                   | 不適用         | 不適用                     | 不適用         | 不適用                       | 不適用                                      | 郡祐一         | 1948年12月25日 | 1949年2月18日  | 無黨籍         | 內務省                          | 職位變更為内閣官房副長官                        |
| 第3次吉田內閣              | 第3次吉田內閣               | 增田甲子七           | 不適用                   | 不適用         | 不適用                     | 不適用         | 不適用                       | 不適用                                      | 郡祐一         | 1949年2月18日  | 1949年6月1日   | 無黨籍         | 內務省                          | 再任                                            |
| 內閣官房副長官（非認證官） |                             |                      |                          |                |                            |                |                              |                                             |                |                |                |                |                                 |                                                 |
| 內閣                       | 內閣                        | 內閣官房長官         | 政務                     | 就職日         | 卸任日                     | 黨派           | 出身                         | 備註                                        | 事務           | 就職日         | 卸任日         | 黨派           | 出身                            | 備註                                            |
| 第3次吉田內閣              | 第3次吉田內閣               | 增田甲子七 →岡崎勝男 | 菅野義丸                 | 1949年11月1日  | 1950年6月30日              | 無黨籍         | 鐵道省                       | 再次開始實行政務事務雙次長制                | 郡祐一         | 1949年6月1日   | 1950年2月16    | 無黨籍         | 內務省                          | 職位變更自内閣官房次長 任內辭職，由井上清一接任 |
| 第3次吉田內閣              | 第3次吉田內閣               | 增田甲子七 →岡崎勝男 | 菅野義丸                 | 1949年11月1日  | 1950年6月30日              | 無黨籍         | 鐵道省                       | 再次開始實行政務事務雙次長制                | 井上清一       | 1950年6月2日   | 1950年6月30日  | 無黨籍         | 内務省                          |                                                 |
|                            | 第1次改造內閣               | 岡崎勝男             | 菅野義丸                 | 1950年6月30日  | 1951年7月6日               | 無黨籍         | 鐵道省                       | 留任                                        | 井上清一       | 1950年6月30日  | 1951年5月25    | 無黨籍         | 内務省                          | 留任 任內辭職，由劍木亨弘接任                   |
| 劍木亨弘                   | 第1次改造內閣               | 岡崎勝男             | 菅野義丸                 | 1950年6月30日  | 1951年7月6日               | 無黨籍         | 鐵道省                       | 留任                                        | 1951年5月25日  | 1951年7月6日   | 文部省         | 無黨籍         |                                 |                                                 |
| 第2次改造內閣              | 岡崎勝男                    | 菅野義丸             | 1951年7月6日             | 1951年12月28日 | 鐵道省                     | 無黨籍         | 留任                         | 劍木亨弘                                    | 1951年7月6日   | 1951年12月28日 | 文部省         | 無黨籍         | 留任                            |                                                 |
| 第3次改造內閣              | 保利茂                      | 菅野義丸             | 1951年12月28日           | 1952年11月2日  | 鐵道省                     | 無黨籍         | 留任                         | 劍木亨弘                                    | 1951年12月28日 | 1952年8月13日  | 文部省         | 無黨籍         | 留任 任內辭職，由江口見登留接任 |                                                 |
| 第3次改造內閣              | 保利茂                      | 菅野義丸             | 1951年12月28日           | 1952年11月2日  | 鐵道省                     | 無黨籍         | 留任                         | 江口見登留                                  | 1952年8月13日  | 1952年11月2日  | 厚生省         | 無黨籍         |                                 |                                                 |
| 第4次吉田內閣              | 第4次吉田內閣               | 緒方竹虎 →福永健司   | 菅野義丸                 | 1952年11月2日  | 1953年3月23日              | 無黨籍         |                              | 再任 任內辭職，由田中不破三接任             | 江口見登留     | 1952年11月2日  | 1953年5月23日  | 無黨籍         | 厚生省                          | 再任                                            |
| 第4次吉田內閣              | 第4次吉田內閣               | 緒方竹虎 →福永健司   | 田中不破三               | 1953年3月28日  | 1953年5月23日              | 自由黨         | 黨副幹事長                   |                                             | 江口見登留     | 1952年11月2日  | 1953年5月23日  | 無黨籍         | 厚生省                          | 再任                                            |
| 第5次吉田內閣              | 第5次吉田內閣               | 福永健司             | 田中不破三               | 1953年5月23日  | 1954年12月12日             | 自由黨         | 黨副幹事長                   | 再任                                        | 江口見登留     | 1953年5月23日  | 1954年6月30日  | 無黨籍         | 厚生省                          | 再任 任內辭職，由谷口寬接任                     |
| 第5次吉田內閣              | 第5次吉田內閣               | 福永健司             | 田中不破三               | 1953年5月23日  | 1954年12月12日             | 自由黨         | 黨副幹事長                   | 再任                                        | 谷口寬         | 1954年8月24日  | 1954年12月12日 | 無黨籍         | 內務省                          |                                                 |
| 第1次鳩山一郎內閣          | 第1次鳩山一郎內閣           | 根本龍太郎           | 松本瀧藏                 | 1954年12月12日 | 1955年1月28日              | 日本民主黨     | 眾議員（舊廣島縣第1區）      | 任內辭職，由田中榮一接任                    | 井上卓一       | 1954年12月12日 | 1955年3月21日  | 日本民主黨     | 黨顧問                          |                                                 |
| 第1次鳩山一郎內閣          | 第1次鳩山一郎內閣           | 根本龍太郎           | 田中榮一                 | 1955年1月28日  | 1955年3月21日              | 無黨籍         | 內務省                       |                                             | 井上卓一       | 1954年12月12日 | 1955年3月21日  | 日本民主黨     | 黨顧問                          |                                                 |
| 第2次鳩山一郎內閣          | 第2次鳩山一郎內閣           | 根本龍太郎           | 松本瀧藏                 | 1955年3月21日  | 1955年11月24日             | 日本民主黨     | 眾議員（舊廣島縣第1區）      | 再任                                        | 田中榮一       | 1955年3月21日  | 1955年11月24日 | 無黨籍         | 內務省                          |                                                 |
| 第3次鳩山一郎內閣          | 第3次鳩山一郎內閣           | 根本龍太郎           | 松本瀧藏                 | 1955年11月24日 | 1956年12月25               | 自由民主黨     | 眾議員（舊廣島縣第1區）      | 再任                                        | 田中榮一       | 1955年11月24日 | 1956年12月25   | 無黨籍         | 內務省                          | 再任                                            |
| 石橋內閣                   | 石橋內閣                    | 石田博英             | 北澤直吉                 | 1956年12月25   | 1957年2月27日              | 自由民主黨     | 眾議員（舊茨城縣第3區）      |                                             | 田中榮一       | 1956年12月25   | 1957年2月27日  | 無黨籍         | 內務省                          | 再任                                            |
| 第1次岸內閣                | 第1次岸內閣                 | 石田博英             | 北澤直吉                 | 1957年2月27日  | 1957年7月12日              | 自由民主黨     | 眾議員（舊茨城縣第3區）      | 再任                                        | 田中榮一       | 1957年2月27日  | 1957年7月12日  | 無黨籍         | 內務省                          | 再任                                            |
|                            | 改造內閣                    | 愛知揆一             | 田中龍夫                 | 1957年7月12日  | 1958年6月14日              | 自由民主黨     | 眾議員（舊山口縣第1區）      |                                             | 岡崎英城       | 1957年7月12日  | 1958年6月14日  | 自由民主黨     | 眾議員（舊東京都第4區）         |                                                 |
| 第2次岸內閣                | 第2次岸內閣                 | 赤城宗德             | 松本俊一                 | 1958年6月14日  | 1959年6月20日              | 自由民主黨     | 眾議員（舊廣島縣第2區）      |                                             | 鈴木俊一       | 1958年6月14日  | 1959年6月20日  | 無黨籍         | 內務省                          |                                                 |
|                            | 改造內閣                    | 椎名悅三郎           | 松本俊一                 | 1959年6月20日  | 1960年7月22日              | 自由民主黨     | 眾議員（舊廣島縣第2區）      | 留任                                        | 小笠公韶       | 1959年6月20日  | 1960年7月22日  | 自由民主黨     | 商工省                          |                                                 |
| 第1次池田內閣              | 第1次池田內閣               | 大平正芳             | 小川平二                 | 1960年7月22日  | 1960年12月9日              | 自由民主黨     | 眾議員（舊長野縣第3區）      |                                             | 佐佐木盛雄     | 1960年7月21日  | 1960年12月9日  | 自由民主黨     | 眾議員（舊兵庫縣第5區）         |                                                 |
| 第2次池田內閣              | 第2次池田內閣               | 大平正芳             | 保岡武久                 | 1960年12月9日  | 1961年7月25日              | 自由民主黨     | 眾議員（奄美群島區）         |                                             | 細谷喜一       | 1960年12月9日  | 1961年7月25日  | 無黨籍         | 內務省                          |                                                 |
|                            | 第1次改造內閣               | 大平正芳             | 服部安司                 | 1961年7月25日  | 1962年7月27日              | 自由民主黨     | 眾議員（奈良全縣區）         |                                             | 細谷喜一       | 1961年7月25日  | 1962年7月27日  | 無黨籍         | 內務省                          | 留任                                            |
| 第2次改造內閣              | 黑金泰美                    | 八田貞義             | 1962年7月27日            | 1963年7月30日  | 眾議員（舊福島縣第2區）    | 自由民主黨     |                              | 細谷喜一                                    | 1962年7月27日  | 1963年7月30日  | 內務省         | 無黨籍         | 留任                            |                                                 |
| 第3次改造內閣              | 黑金泰美                    | 草野一郎平           | 1963年7月30日            | 1963年12月11日 | 眾議員（滋賀縣全縣區）     | 自由民主黨     |                              | 細谷喜一                                    | 1963年7月30日  | 1963年12月11日 | 內務省         | 無黨籍         | 留任                            |                                                 |
| 第3次池田內閣              | 第3次池田內閣               | 草野一郎平           | 1963年12月11日           | 1964年7月24日  | 眾議員（舊滋賀縣全縣區）   | 自由民主黨     | 再任                         | 細谷喜一                                    | 1963年12月11日 | 1964年7月24日  | 內務省         | 無黨籍         | 再任                            |                                                 |
|                            | 改造內閣                    | 鈴木善幸             | 齋藤邦吉                 | 1964年7月24日  | 1964年11月11日             | 自由民主黨     | 眾議員（舊福島3區）          |                                             | 石岡實         | 1964年7月24日  | 1964年11月11日 | 無黨籍         | 警察廳                          |                                                 |
| 第1次佐藤內閣              | 第1次佐藤內閣               | 橋本登美三郎         | 竹下登                   | 1964年11月11日 | 1965年6月5日               | 自由民主黨     | 眾議員（島根縣全縣區）       |                                             | 石岡實         | 1964年11月11日 | 1965年6月5日   | 無黨籍         | 警察廳                          | 再任                                            |
|                            | 第1次改造內閣               | 橋本登美三郎         | 竹下登                   | 1965年6月5日   | 1966年8月3日               | 自由民主黨     | 眾議員（島根縣全縣區）       | 留任                                        | 石岡實         | 1965年6月5日   | 1966年8月3日   | 無黨籍         | 警察廳                          | 留任                                            |
| 第2次改造內閣              | 愛知揆一                    | 木村俊夫             | 1966年8月3日             | 1966年12月5日  | 眾議員（舊三重縣1區）      | 自由民主黨     |                              | 石岡實                                      | 1966年8月3日   | 1966年12月5日  | 警察廳         | 無黨籍         | 留任                            |                                                 |
| 第3次改造內閣              | 福永健司                    | 木村俊夫             | 1966年12月5日            | 1967年2月19日  | 眾議員（舊三重縣1區）      | 自由民主黨     | 留任                         | 石岡實                                      | 1966年12月5日  | 1967年2月19日  | 警察廳         | 無黨籍         | 留任                            |                                                 |
| 第2次佐藤內閣              | 第2次佐藤內閣               | 福永健司 → 木村俊夫  | 木村俊夫                 | 1967年2月19日  | 1967年6月22日              | 自由民主黨     | 眾議員（舊三重縣1區）        | 再任 因接替內閣官房長官一職而由龜岡高夫接任 | 石岡實         | 1967年2月19日  | 1967年11月27日 | 無黨籍         | 警察廳                          | 再任                                            |
| 第2次佐藤內閣              | 第2次佐藤內閣               | 福永健司 → 木村俊夫  | 龜岡高夫                 | 1967年6月22日  | 1967年11月27日             | 自由民主黨     | 眾議員（舊福島縣1區）        |                                             | 石岡實         | 1967年2月19日  | 1967年11月27日 | 無黨籍         | 警察廳                          | 再任                                            |
|                            | 第1次改造內閣               | 木村俊夫             | 龜岡高夫                 | 1967年11月27日 | 1968年12月2日              | 自由民主黨     | 眾議員（舊福島縣1區）        | 留任                                        | 石岡實         | 1967年11月27日 | 1968年12月2日  | 無黨籍         | 警察廳                          | 留任                                            |
| 第2次改造內閣              | 保利茂                      | 木村俊夫             | 1968年12月2日            | 1970年1月16日  | 眾議員（舊三重縣1區）      | 自由民主黨     |                              | 石岡實                                      | 1968年12月2日  | 1970年1月16日  | 警察廳         | 無黨籍         | 留任                            |                                                 |
| 第3次佐藤內閣              | 第3次佐藤內閣               | 木村俊夫             | 1970年1月16日            | 1971年7月7日   | 眾議員（舊三重縣1區）      | 自由民主黨     | 再任                         | 石岡實                                      | 1970年1月16日  | 1971年7月7日   | 警察廳         | 無黨籍         | 再任                            |                                                 |
|                            | 改造內閣                    | 竹下登               | 三原朝雄                 | 1971年7月7日   | 1972年7月9日               | 自由民主黨     | 眾議員（舊福岡縣第2區）      |                                             | 小池欣一       | 1971年7月7日   | 1972年7月9日   | 無黨籍         | 厚生省                          |                                                 |
| 第1次田中角榮內閣          | 第1次田中角榮內閣           | 二階堂進             | 山下元利                 | 1972年7月9日   | 1972年12月24日             | 自由民主黨     | 眾議員（滋賀縣全縣區）       |                                             | 後藤田正晴     | 1972年7月9日   | 1972年12月24日 | 無黨籍         | 警察廳                          |                                                 |
| 第2次田中角榮內閣          | 第2次田中角榮內閣           | 二階堂進             | 山下元利                 | 1972年12月24日 | 1973年11月27日             | 自由民主黨     | 眾議員（滋賀縣全縣區）       | 再任                                        | 後藤田正晴     | 1972年12月24日 | 1973年11月27日 | 無黨籍         | 警察廳                          | 再任                                            |
|                            | 第1次改造內閣               | 二階堂進             | 大村襄治                 | 1973年11月27日 | 1974年11月15日             | 自由民主黨     | 眾議員（舊岡山縣第1區）      |                                             | 川島廣守       | 1973年11月27日 | 1974年11月15日 | 無黨籍         | 警察廳                          |                                                 |
| 第2次改造內閣              | 竹下登                      | 梶山靜六             | 1974年11月15日           | 1974年12月11日 | 眾議員（舊茨城縣第2區）    | 自由民主黨     |                              | 川島廣守                                    | 1974年11月15日 | 1974年12月11日 | 警察廳         | 無黨籍         | 留任                            |                                                 |
| 三木內閣                   | 三木內閣                    | 井出一太郎           | 海部俊樹                 | 1974年12月11日 | 1976年9月17日              | 自由民主黨     | 眾議員（舊愛知縣第3區）      |                                             | 川島廣守       | 1974年12月11日 | 1986年5月25日  | 無黨籍         | 警察廳                          | 再任 任內辭職，由梅本純正接任                   |
| 三木內閣                   | 三木內閣                    | 井出一太郎           | 海部俊樹                 | 1974年12月11日 | 1976年9月17日              | 自由民主黨     | 眾議員（舊愛知縣第3區）      | 梅本純正                                    | 1986年5月25日  | 1976年9月17日  | 厚生省         | 無黨籍         |                                 |                                                 |
|                            | 改造內閣                    | 井出一太郎           | 鯨岡兵輔                 | 1976年9月17日  | 1976年12月26日             | 自由民主黨     | 眾議員（舊東京都第10區）     |                                             | 梅本純正       | 1976年9月17日  | 1976年12月26日 | 無黨籍         | 厚生省                          | 留任                                            |
| 福田赳夫內閣               | 福田赳夫內閣                | 園田直               | 鹽川正十郎               | 1976年12月26日 | 1977年11月30日             | 自由民主黨     | 眾議員（舊大阪府第4區）      |                                             | 道正邦彥       | 1976年12月26日 | 1977年11月30日 | 無黨籍         | 勞動省                          |                                                 |
|                            | 改造內閣                    | 安倍晉太郎           | 森喜朗                   | 1977年11月30日 | 1978年12月8日              | 自由民主黨     | 眾議員（舊石川縣第1區）      |                                             | 道正邦彥       | 1977年11月30日 | 1978年12月8日  | 無黨籍         | 勞動省                          | 留任                                            |
| 第1次大平內閣              | 第1次大平內閣               | 田中六助             | 加藤紘一                 | 1978年12月8日  | 1979年11月11日             | 自由民主黨     | 眾議員（舊山形縣第4區）      |                                             | 翁久次郎       | 1978年12月8日  | 1979年11月11日 | 無黨籍         | 厚生省                          |                                                 |
| 第2次大平內閣              | 第2次大平內閣               | 伊東正義             | 加藤紘一                 | 1979年11月11日 | 1980年7月19日              | 自由民主黨     | 眾議員（舊山形縣第4區）      | 再任                                        | 翁久次郎       | 1979年11月11日 | 1980年7月19日  | 無黨籍         | 厚生省                          | 再任                                            |
| 鈴木善幸內閣               | 鈴木善幸內閣                | 宮澤喜一             | 瓦力                     | 1980年7月19日  | 1981年12月2日              | 自由民主黨     | 眾議員（第石川縣第3區）      |                                             | 翁久次郎       | 1980年7月19日  | 1981年12月2日  | 無黨籍         | 厚生省                          | 再任                                            |
|                            | 改造內閣                    | 宮澤喜一             | 池田行彥                 | 1981年12月2日  | 1982年11月29日             | 自由民主黨     | 眾議員（舊廣島縣第2區）      |                                             | 翁久次郎       | 1981年12月2日  | 1982年11月29日 | 無黨籍         | 厚生省                          | 留任                                            |
| 第1次中曾根內閣            | 第1次中曾根內閣             | 後藤田正晴           | 藤波孝生                 | 1982年11月29日 | 1983年12月29日             | 自由民主黨     | 眾議員（舊三重縣第2區）      |                                             | 藤森昭一       | 1982年11月29日 | 1983年12月29日 | 無黨籍         | 厚生省                          |                                                 |
| 第2次中曾根內閣            | 第2次中曾根內閣             | 藤波孝生             | 水平豐彥                 | 1983年12月29日 | 1984年11月2日              | 自由民主黨     | 眾議員（舊愛知縣第6區）      |                                             | 藤森昭一       | 1983年12月29日 | 1984年11月2日  | 無黨籍         | 厚生省                          | 再任                                            |
|                            | 第1次改造                   | 藤波孝生             | 山崎拓                   | 1984年11月2日  | 1985年12月30日             | 自由民主黨     | 眾議員（舊福岡縣第2區）      |                                             | 藤森昭一       | 1984年11月2日  | 1985年12月30日 | 無黨籍         | 厚生省                          | 留任                                            |
| 第2次改造                  | 後藤田正晴                  | 唐澤俊二郎           | 1985年12月30日           | 1986年7月24日  | 眾議員（舊長野縣第4區）    | 自由民主黨     |                              | 藤森昭一                                    | 1985年12月30日 | 1986年7月24日  | 厚生省         | 無黨籍         | 留任                            |                                                 |
| 第3次中曾根內閣            | 第3次中曾根內閣             | 渡邊秀央             | 1986年7月24日            | 1987年11月8日  | 眾議員（舊新潟縣第3區）    | 自由民主黨     |                              | 藤森昭一                                    | 1986年7月24日  | 1987年11月8日  | 厚生省         | 無黨籍         | 再任                            |                                                 |
| 竹下內閣                   | 竹下內閣                    | 小淵惠三             | 小澤一郎                 | 1987年11月8日  | 1988年12月29日             | 自由民主黨     | 眾議員（舊岩手縣第2區）      |                                             | 石原信雄       | 1987年11月8日  | 1988年12月29日 | 無黨籍         | 自治省                          |                                                 |
|                            | 改造內個                    | 小淵惠三             | 小澤一郎                 | 1988年12月29日 | 1989年6月5日               | 自由民主黨     | 眾議員（舊岩手縣第2區）      | 留任                                        | 石原信雄       | 1988年12月29日 | 1989年6月5日   | 無黨籍         | 自治省                          | 留任                                            |
| 宇野內閣                   | 宇野內閣                    | 鹽川正十郎           | 牧野隆守                 | 1989年6月5日   | 1989年8月12日              | 自由民主黨     | 眾議員（福井縣全縣區）       |                                             | 石原信雄       | 1989年6月5日   | 1989年8月12日  | 無黨籍         | 自治省                          | 再任                                            |
| 第1次海部內閣              | 第1次海部內閣               | 山下德夫 →森山真弓   | 志賀節                   | 1989年8月12日  | 1989年8月25日              | 自由民主黨     | 眾議員（舊岩手縣第2區）      | 因接替環境廳長官一職而由藤本孝雄接任        | 石原信雄       | 1989年8月12日  | 1990年3月2日   | 無黨籍         | 自治省                          | 再任                                            |
| 第1次海部內閣              | 第1次海部內閣               | 山下德夫 →森山真弓   | 藤本孝雄                 | 1989年8月25日  | 1990年3月2日               | 自由民主黨     | 眾議員（舊香川縣第2區）      |                                             | 石原信雄       | 1989年8月12日  | 1990年3月2日   | 無黨籍         | 自治省                          | 再任                                            |
| 第2次海部內閣              | 第2次海部內閣               | 坂本三十次           | 大島理森                 | 1990年3月2日   | 1990年12月31日             | 自由民主黨     | 眾議員（舊青森縣第1區）      |                                             | 石原信雄       | 1990年3月2日   | 1990年12月31日 | 無黨籍         | 自治省                          | 再任                                            |
|                            | 改造內閣                    | 坂本三十次           | 大島理森                 | 1990年12月31日 | 1991年11月7日              | 自由民主黨     | 眾議員（舊青森縣第1區）      | 留任                                        | 石原信雄       | 1990年12月31日 | 1991年11月7日  | 無黨籍         | 自治省                          | 留任                                            |
| 宮澤內閣                   | 宮澤內閣                    | 加藤紘一             | 近藤元次                 | 1991年11月7日  | 1992年12月14日             | 自由民主黨     | 眾議員（舊新潟縣第1區）      |                                             | 石原信雄       | 1991年11月7日  | 1992年12月14日 | 無黨籍         | 自治省                          | 再任                                            |
|                            | 改造內閣                    | 河野洋平             | 近藤元次                 | 1992年12月14日 | 1993年8月11日              | 自由民主黨     | 眾議員（舊新潟縣第1區）      | 留任                                        | 石原信雄       | 1992年12月14日 | 1993年8月11日  | 無黨籍         | 自治省                          | 留任                                            |
| 細川內閣                   | 細川內閣                    | 武村正義             | 鳩山由紀夫               | 1993年8月11日  | 1994年4月30日              | 先驅新黨       | 眾議員（舊北海道第4區）      |                                             | 石原信雄       | 1993年8月11日  | 1994年4月30日  | 無黨籍         | 自治省                          | 再任                                            |
| 羽田內閣                   | 羽田內閣                    | 熊谷弘               | 北村直人                 | 1994年4月30日  | 1994年7月2日               | 新生黨         | 眾議員（舊北海道第5區）      |                                             | 石原信雄       | 1994年4月30日  | 1994年7月2日   | 無黨籍         | 自治省                          | 再任                                            |
| 村山內閣                   | 村山內閣                    | 野坂浩賢             | 園田博之                 | 1994年7月2日   | 1995年8月10日              | 先驅新黨       | 眾議員（舊熊本縣第2區）      |                                             | 古川貞二郎     | 1994年7月2日   | 1995年8月10日  | 無黨籍         | 厚生省                          |                                                 |
|                            | 改造內閣                    | 野坂浩賢             | 園田博之                 | 1995年8月10日  | 1996年1月13日              | 先驅新黨       | 眾議員（舊熊本縣第2區）      | 留任                                        | 古川貞二郎     | 1995年8月10日  | 1996年1月13日  | 無黨籍         | 厚生省                          | 留任                                            |
| 第1次橋本內閣              | 第1次橋本內閣               | 梶山靜六             | 渡邊嘉藏                 | 1996年1月13日  | 1996年10月11日             | 日本社會黨     | 眾議員（岐阜縣第1區）        | 任內辭職，由藁科滿治接任                    | 古川貞二郎     | 1996年1月13日  | 1996年11月9日  | 無黨籍         | 厚生省                          | 再任                                            |
| 第1次橋本內閣              | 第1次橋本內閣               | 梶山靜六             | 藁科滿治                 | 1996年10月11日 | 1996年11月9日              | 社會民主黨     | 參議員（參議院比例區）       |                                             | 古川貞二郎     | 1996年1月13日  | 1996年11月9日  | 無黨籍         | 厚生省                          | 再任                                            |
| 第2次橋本內閣              | 第2次橋本內閣               | 梶山靜六             | 與謝野馨                 | 1996年11月9日  | 1997年9月12日              | 自由民主黨     | 眾議員（東京都第1區）        |                                             | 古川貞二郎     | 1996年11月9日  | 1997年9月12日  | 無黨籍         | 厚生省                          | 再任                                            |
|                            | 改造內閣                    | 村岡兼造             | 額賀福志郎               | 1997年9月12日  | 1998年7月31日              | 自由民主黨     | 眾議員（茨城縣第2區）        |                                             | 古川貞二郎     | 1997年9月12日  | 1998年7月31日  | 無黨籍         | 厚生省                          | 留任                                            |
| 小淵內閣                   | 小淵內閣                    | 野中廣務             | 鈴木忠男                 | 1998年7月31日  | 1999年1月16日              | 自由民主黨     | 眾議員（北海道比例代表區）   |                                             | 古川貞二郎     | 1998年7月31日  | 1999年1月16日  | 無黨籍         | 厚生省                          |                                                 |
| 小淵內閣                   | 小淵內閣                    | 野中廣務             | 上杉光弘                 | 1998年7月31日  | 1999年1月16日              | 自由民主黨     | 參議員（宮崎縣選舉區）       | 開始實行政務參眾雙副長官制                  | 古川貞二郎     | 1998年7月31日  | 1999年1月16日  | 無黨籍         | 厚生省                          |                                                 |
|                            | 第1次改造內閣               | 野中廣務             | 鈴木忠男                 | 1999年1月16日  | 1999年10月5日              | 自由民主黨     | 眾議員（北海道比例代表區）   | 留任                                        | 古川貞二郎     | 1999年1月16日  | 1999年10月5日  | 無黨籍         | 厚生省                          |                                                 |
| 上杉光弘                   | 第1次改造內閣               | 野中廣務             | 參議員（宮崎縣選舉區）   | 1999年1月16日  | 1999年10月5日              | 自由民主黨     | 留任                         |                                             | 古川貞二郎     | 1999年1月16日  | 1999年10月5日  | 無黨籍         | 厚生省                          |                                                 |
| 第2次改造內閣              | 青木幹雄                    | 額賀福志郎           | 1999年10月5日            | 2000年4月5日   | 眾議員（茨城縣第2區）      | 自由民主黨     | 再入閣                       | 古川貞二郎                                  | 1999年10月5日  | 2000年4月5日   | 厚生省         | 無黨籍         |                                 |                                                 |
| 第2次改造內閣              | 青木幹雄                    | 松谷蒼一郎           | 1999年10月5日            | 2000年4月5日   | 參議員（長崎縣選舉區）     | 自由民主黨     |                              | 古川貞二郎                                  | 1999年10月5日  | 2000年4月5日   | 厚生省         | 無黨籍         |                                 |                                                 |
| 第1次森內閣                | 第1次森內閣                 | 額賀福志郎           | 2000年4月5日             | 2000年7月4日   | 眾議員（茨城縣第2區）      | 自由民主黨     | 再任                         | 古川貞二郎                                  | 2000年4月5日   | 2000年7月4日   | 厚生省         | 無黨籍         |                                 |                                                 |
| 第1次森內閣                | 第1次森內閣                 | 松谷蒼一郎           | 2000年4月5日             | 2000年7月4日   | 參議員（長崎縣選舉區）     | 自由民主黨     | 再任                         | 古川貞二郎                                  | 2000年4月5日   | 2000年7月4日   | 厚生省         | 無黨籍         |                                 |                                                 |
| 第2次森內閣                | 第2次森內閣                 | 中川秀直 →福田康夫   | 安倍晉三                 | 2000年7月4日   | 2000年12月7日              | 自由民主黨     | 眾議員（山口縣第4區）        | 再任                                        | 古川貞二郎     | 2000年7月4日   | 2000年12月7日  | 無黨籍         | 厚生省                          |                                                 |
| 第2次森內閣                | 第2次森內閣                 | 中川秀直 →福田康夫   | 上野公成                 | 2000年7月4日   | 2000年12月7日              | 自由民主黨     | 參議員（群馬縣選舉區）       | 再任                                        | 古川貞二郎     | 2000年7月4日   | 2000年12月7日  | 無黨籍         | 厚生省                          |                                                 |
|                            | 改造內閣 （中央省廳再編後） | 福田康夫             | 安倍晉三                 | 2000年12月7日  | 2001年1月6日               | 自由民主黨     | 眾議員（山口縣第4區）        | 再任                                        | 古川貞二郎     | 2000年12月7日  | 2001年1月6日   | 無黨籍         | 厚生省                          |                                                 |
| 上野公成                   | 改造內閣 （中央省廳再編後） | 福田康夫             | 參議員（群馬縣選舉區）   | 2000年12月7日  | 2001年1月6日               | 自由民主黨     | 再任                         |                                             | 古川貞二郎     | 2000年12月7日  |                | 無黨籍         | 厚生省                          |                                                 |
| 內閣官房副長官（認證官）   |                             |                      |                          |                |                            |                |                              |                                             |                |                |                |                |                                 |                                                 |
| 內閣                       | 內閣                        | 內閣官房長官         | 政務                     | 就職日         | 卸任日                     | 黨派           | 出身                         | 備註                                        | 事務           | 就職日         | 卸任日         | 黨派           | 出身                            | 備註                                            |
| 第2次森内閣                | 改造内閣（中央省廳再編後）  | 福田康夫             | 安倍晉三                 | 2001年1月6日   | 2001年4月26日              | 自由民主黨     | 眾議員（山口縣第4區）        | 留任                                        | 古川貞二郎     | 2001年1月6日   | 2001年4月26日  | 無黨籍         | 厚生勞動省                      | 留任                                            |
| 第2次森内閣                | 改造内閣（中央省廳再編後）  | 福田康夫             | 上野公成                 | 2001年1月6日   | 2001年4月26日              | 自由民主黨     | 參議員（群馬縣選舉區）       | 留任                                        | 古川貞二郎     | 2001年1月6日   | 2001年4月26日  | 無黨籍         | 厚生勞動省                      | 留任                                            |
| 第1次小泉内閣              | 第1次小泉内閣               | 福田康夫             | 安倍晉三                 | 2001年4月26日  | 2002年10月2日              | 自由民主黨     | 眾議員（山口縣第4區）        | 再任                                        | 古川貞二郎     | 2001年4月26日  | 2002年10月2日  | 無黨籍         | 厚生勞動省                      | 再任                                            |
| 第1次小泉内閣              | 第1次小泉内閣               | 福田康夫             | 上野公成                 | 2001年4月26日  | 2002年10月2日              | 自由民主黨     | 參議員（群馬縣選舉區）       | 再任                                        | 古川貞二郎     | 2001年4月26日  | 2002年10月2日  | 無黨籍         | 厚生勞動省                      | 再任                                            |
|                            | 第1次改造内閣               | 福田康夫             | 安倍晉三                 | 2002年10月2日  | 2003年9月22日              | 自由民主黨     | 眾議員（山口縣第4區）        | 留任                                        | 古川貞二郎     | 2002年10月2日  | 2003年9月22日  | 無黨籍         | 厚生勞動省                      | 留任                                            |
| 上野公成                   | 第1次改造内閣               | 福田康夫             | 參議員（群馬縣選舉區）   | 2002年10月2日  | 2003年9月22日              | 自由民主黨     | 留任                         |                                             | 古川貞二郎     | 2002年10月2日  | 2003年9月22日  | 無黨籍         | 厚生勞動省                      | 留任                                            |
| 第2次改造内閣              | 細田博之                    | 福田康夫             | 2003年9月22日            | 2004年5月7日   | 眾議員（島根縣第1區）      | 自由民主黨     |                              | 二橋正弘                                    | 2003年9月22日  | 2004年5月7日   | 總務省         | 無黨籍         |                                 |                                                 |
| 第2次改造内閣              | 山崎正昭                    | 福田康夫             | 2003年9月22日            | 2004年5月7日   | 參議員（福井縣選舉區）     | 自由民主黨     |                              | 二橋正弘                                    | 2003年9月22日  | 2004年5月7日   | 總務省         | 無黨籍         |                                 |                                                 |
| 第2次小泉内閣              | 第2次小泉内閣               | 福田康夫             | 杉浦正建                 | 2004年5月7日   | 2004年9月29日              | 自由民主黨     | 眾議員（愛知縣第12區）       |                                             | 二橋正弘       | 2004年5月7日   | 2004年9月29日  | 無黨籍         | 總務省                          | 再任                                            |
| 第2次小泉内閣              | 第2次小泉内閣               | 福田康夫             | 山崎正昭                 | 2004年5月7日   | 2004年9月29日              | 自由民主黨     | 參議員（福井縣選舉區）       | 再任                                        | 二橋正弘       | 2004年5月7日   | 2004年9月29日  | 無黨籍         | 總務省                          | 再任                                            |
|                            | 改造内閣                    | 細田博之             | 杉浦正建                 | 2004年9月29日  | 2005年9月23日              | 自由民主黨     | 眾議員（愛知縣第12區）       | 留任                                        | 二橋正弘       | 2004年9月29日  | 2005年9月23日  | 無黨籍         | 總務省                          | 留任                                            |
| 山崎正昭                   | 改造内閣                    | 細田博之             | 參議員（福井縣選舉區）   | 2004年9月29日  | 2005年9月23日              | 自由民主黨     | 留任                         |                                             | 二橋正弘       | 2004年9月29日  | 2005年9月23日  | 無黨籍         | 總務省                          | 留任                                            |
| 第3次小泉内閣              | 第3次小泉内閣               | 細田博之             | 杉浦正建                 | 2005年9月23日  | 2005年10月31日             | 自由民主黨     | 眾議員（愛知縣第12區）       | 再任                                        | 二橋正弘       | 2005年9月23日  | 2005年10月31日 | 無黨籍         | 總務省                          | 再任                                            |
| 第3次小泉内閣              | 第3次小泉内閣               | 細田博之             | 山崎正昭                 | 2005年9月23日  | 2005年10月31日             | 自由民主黨     | 參議員（福井縣選舉區）       | 再任                                        | 二橋正弘       | 2005年9月23日  | 2005年10月31日 | 無黨籍         | 總務省                          | 再任                                            |
|                            | 改造内閣                    | 安倍晉三             | 長勢甚遠                 | 2005年10月31日 | 2006年9月26日              | 自由民主黨     | 參議員（富山縣第1區）        |                                             | 二橋正弘       | 2005年10月31日 | 2006年9月26日  | 無黨籍         | 總務省                          | 留任                                            |
| 鈴木政二                   | 改造内閣                    | 安倍晉三             | 參議員（愛知縣選舉區）   | 2005年10月31日 | 2006年9月26日              | 自由民主黨     |                              |                                             | 二橋正弘       | 2005年10月31日 | 2006年9月26日  | 無黨籍         | 總務省                          | 留任                                            |
| 第1次安倍内閣              | 第1次安倍内閣               | 鹽崎恭久             | 下村博文                 | 2006年9月26日  | 2007年8月29日              | 自由民主黨     | 眾議員（東京都第11區）       |                                             | 的場順三       | 2006年9月26日  | 2007年8月29日  | 無黨籍         | 財務省                          |                                                 |
| 第1次安倍内閣              | 第1次安倍内閣               | 鹽崎恭久             | 鈴木政二                 | 2006年9月26日  | 2007年8月29日              | 自由民主黨     | 參議員（愛知縣選舉區）       | 再任                                        | 的場順三       | 2006年9月26日  | 2007年8月29日  | 無黨籍         | 財務省                          |                                                 |
|                            | 改造内閣                    | 與謝野馨             | 大野松茂                 | 2007年8月29日  | 2007年9月26日              | 自由民主黨     | 眾議員（埼玉縣第9區）        |                                             | 的場順三       | 2007年8月29日  | 2007年9月26日  | 無黨籍         | 財務省                          | 留任                                            |
| 岩城光英                   | 改造内閣                    | 與謝野馨             | 參議員（福島縣選舉區）   | 2007年8月29日  | 2007年9月26日              | 自由民主黨     |                              |                                             | 的場順三       | 2007年8月29日  | 2007年9月26日  | 無黨籍         | 財務省                          | 留任                                            |
| 福田康夫内閣               | 福田康夫内閣                | 町村信孝             | 大野松茂                 | 2007年9月26日  | 2008年8月2日               | 自由民主黨     | 眾議員（埼玉縣第9區）        | 再任                                        | 二橋正弘       | 2007年9月26日  | 2008年8月2日   | 無黨籍         | 總務省                          | 再入閣                                          |
| 福田康夫内閣               | 福田康夫内閣                | 町村信孝             | 岩城光英                 | 2007年9月26日  | 2008年8月2日               | 自由民主黨     | 參議員（福島縣選舉區）       | 再任                                        | 二橋正弘       | 2007年9月26日  | 2008年8月2日   | 無黨籍         | 總務省                          | 再入閣                                          |
|                            | 改造内閣                    | 町村信孝             | 鹽谷立                   | 2008年8月2日   | 2008年9月24日              | 自由民主黨     | 參議員（靜岡縣第8區）        |                                             | 二橋正弘       | 2008年8月2日   | 2008年9月24日  | 無黨籍         | 總務省                          | 留任                                            |
| 岩城光英                   | 改造内閣                    | 町村信孝             | 參議員（福島縣選舉區）   | 2008年8月2日   | 2008年9月24日              | 自由民主黨     | 留任                         |                                             | 二橋正弘       | 2008年8月2日   | 2008年9月24日  | 無黨籍         | 總務省                          | 留任                                            |
| 麻生内閣                   | 麻生内閣                    | 河村建夫             | 松本純                   | 2008年9月24日  | 2009年9月16日              | 自由民主黨     | 參議員（神奈川縣第1區）      |                                             | 漆間巖         | 2008年9月24日  | 2009年9月16日  | 無黨籍         | 警察廳                          |                                                 |
| 麻生内閣                   | 麻生内閣                    | 河村建夫             | 鴻池祥肇                 | 2008年9月24日  | 2009年5月13日              | 自由民主黨     | 參議員（兵庫縣選舉區）       | 任內辭職，由淺野勝人接任                    | 漆間巖         | 2008年9月24日  | 2009年9月16日  | 無黨籍         | 警察廳                          |                                                 |
| 麻生内閣                   | 麻生内閣                    | 河村建夫             | 淺野勝人                 | 2009年5月13日  | 2009年9月16日              | 自由民主黨     | 參議員（愛知縣選舉區）       |                                             | 漆間巖         | 2008年9月24日  | 2009年9月16日  | 無黨籍         | 警察廳                          |                                                 |
| 鳩山由紀夫内閣             | 鳩山由紀夫内閣              | 平野博文             | 松野賴久                 | 2009年9月16日  | 2010年6月8日               | 民主黨         | 眾議員（熊本縣第1區）        |                                             | 瀧野欣彌       | 2009年9月16日  | 2010年6月8日   | 無黨籍         | 總務省                          |                                                 |
| 鳩山由紀夫内閣             | 鳩山由紀夫内閣              | 平野博文             | 松井孝治                 | 2009年9月16日  | 2010年6月8日               | 民主黨         | 參議員（京都府選舉區）       |                                             | 瀧野欣彌       | 2009年9月16日  | 2010年6月8日   | 無黨籍         | 總務省                          |                                                 |
| 菅直人内閣                 | 菅直人内閣                  | 仙谷由人             | 古川元久                 | 2010年6月8日   | 2010年9月19日              | 民主黨         | 眾議員（愛知縣第2區）        |                                             | 瀧野欣彌       | 2010年6月8日   | 2010年9月19日  | 無黨籍         | 總務省                          | 再任                                            |
| 菅直人内閣                 | 菅直人内閣                  | 仙谷由人             | 福山哲郎                 | 2010年6月8日   | 2010年9月19日              | 民主黨         | 參議員（京都府選舉區）       |                                             | 瀧野欣彌       | 2010年6月8日   | 2010年9月19日  | 無黨籍         | 總務省                          | 再任                                            |
|                            | 第1次改造内閣               | 仙谷由人             | 古川元久                 | 2010年9月19日  | 2011年1月14日              | 民主黨         | 眾議員（愛知縣第2區）        | 留任                                        | 瀧野欣彌       | 2010年9月19日  | 2011年1月14日  | 無黨籍         | 總務省                          | 留任                                            |
| 福山哲郎                   | 第1次改造内閣               | 仙谷由人             | 參議員（京都府選舉區）   | 2010年9月19日  | 2011年1月14日              | 民主黨         | 留任                         |                                             | 瀧野欣彌       | 2010年9月19日  | 2011年1月14日  | 無黨籍         | 總務省                          | 留任                                            |
|                            | 第2次改造内閣               | 枝野幸男             | 藤井裕久                 | 2011年1月14日  | 2011年3月17日              | 民主黨         | 眾議員（南關東比例代表區）   | 任內辭職，由仙谷由人接任                    | 瀧野欣彌       | 2011年1月14日  | 2011年9月2日   | 無黨籍         | 總務省                          | 留任                                            |
| 仙谷由人                   | 第2次改造内閣               | 枝野幸男             | 2011年3月17日            | 2011年9月2日   | 眾議員（德島縣第1區）      | 民主黨         |                              |                                             | 瀧野欣彌       | 2011年1月14日  | 2011年9月2日   | 無黨籍         | 總務省                          | 留任                                            |
| 福山哲郎                   | 第2次改造内閣               | 枝野幸男             | 2011年1月14日            | 2011年9月2日   | 參議員（京都府選舉區）     | 民主黨         | 留任                         |                                             | 瀧野欣彌       | 2011年1月14日  | 2011年9月2日   | 無黨籍         | 總務省                          | 留任                                            |
| 野田内閣                   | 野田内閣                    | 藤村修               | 齋藤勁                   | 2011年9月2日   | 2012年1月15日              | 民主黨         | 眾議員（南關東比例代表區）   |                                             | 竹歳誠         | 2011年9月2日   | 2012年1月15日  | 無黨籍         | 國土交通省                      |                                                 |
| 野田内閣                   | 野田内閣                    | 藤村修               | 長濱博行                 | 2011年9月2日   | 2012年1月15日              | 民主黨         | 參議員（千葉縣選舉區）       |                                             | 竹歳誠         | 2011年9月2日   | 2012年1月15日  | 無黨籍         | 國土交通省                      |                                                 |
|                            | 第1次改造内閣               | 藤村修               | 齋藤勁                   | 2012年1月15日  | 2012年6月6日               | 民主黨         | 眾議員（南關東比例代表區）   | 留任                                        | 竹歳誠         | 2012年1月15日  | 2012年6月6日   | 無黨籍         | 國土交通省                      | 留任                                            |
| 長濱博行                   | 第1次改造内閣               | 藤村修               | 參議員（千葉縣選舉區）   | 2012年1月15日  | 2012年6月6日               | 民主黨         | 留任                         |                                             | 竹歳誠         | 2012年1月15日  | 2012年6月6日   | 無黨籍         | 國土交通省                      | 留任                                            |
| 第2次改造内閣              | 齋藤勁                      | 藤村修               | 2012年6月6日             | 2012年10月1日  | 眾議員（南關東比例代表區） | 民主黨         | 留任                         | 竹歳誠                                      | 2012年6月6日   | 2012年10月1日  | 國土交通省     | 無黨籍         | 留任                            |                                                 |
| 第2次改造内閣              | 長濱博行                    | 藤村修               | 2012年6月6日             | 2012年10月1日  | 參議員（千葉縣選舉區）     | 民主黨         | 留任                         | 竹歳誠                                      | 2012年6月6日   | 2012年10月1日  | 國土交通省     | 無黨籍         | 留任                            |                                                 |
| 第3次改造内閣              | 齋藤勁                      | 藤村修               | 2012年10月1日            | 2012年12月26日 | 眾議員（南關東比例代表區） | 民主黨         | 留任                         | 竹歳誠                                      | 2012年10月1日  | 2012年12月26日 | 國土交通省     | 無黨籍         | 留任                            |                                                 |
| 第3次改造内閣              | 芝博一                      | 藤村修               | 2012年10月1日            | 2012年12月26日 | 參議員（三重縣選舉區）     | 民主黨         |                              | 竹歳誠                                      | 2012年10月1日  | 2012年12月26日 | 國土交通省     | 無黨籍         | 留任                            |                                                 |
| 第2次安倍内閣              | 第2次安倍内閣               | 菅義偉               | 加藤勝信                 | 2012年12月26日 | 2014年9月5日               | 自由民主黨     | 眾議員（岡山縣第5區）        |                                             | 杉田和博       | 2012年12月26日 | 2014年9月5日   | 無黨籍         | 警察廳                          |                                                 |
| 第2次安倍内閣              | 第2次安倍内閣               | 菅義偉               | 世耕弘成                 | 2012年12月26日 | 2014年9月5日               | 自由民主黨     | 參議員（和歌山縣選舉區）     |                                             | 杉田和博       | 2012年12月26日 | 2014年9月5日   | 無黨籍         | 警察廳                          |                                                 |
|                            | 改造内閣                    | 菅義偉               | 加藤勝信                 | 2014年9月5日   | 2014年12月26日             | 自由民主黨     | 眾議員（岡山縣第5區）        | 留任                                        | 杉田和博       | 2014年9月5日   | 2014年12月26日 | 無黨籍         | 警察廳                          | 留任                                            |
| 世耕弘成                   | 改造内閣                    | 菅義偉               | 參議員（和歌山縣選舉區） | 2014年9月5日   | 2014年12月26日             | 自由民主黨     | 留任                         |                                             | 杉田和博       | 2014年9月5日   | 2014年12月26日 | 無黨籍         | 警察廳                          | 留任                                            |
| 第3次安倍内閣              | 第3次安倍内閣               | 菅義偉               | 加藤勝信                 | 2014年12月26日 | 2015年10月7日              | 自由民主黨     | 眾議員（岡山縣第5區）        | 再任                                        | 杉田和博       | 2014年9月5日   | 2015年10月7日  | 無黨籍         | 警察廳                          | 再任                                            |
| 第3次安倍内閣              | 第3次安倍内閣               | 菅義偉               | 世耕弘成                 | 2014年12月26日 | 2015年10月7日              | 自由民主黨     | 參議員（和歌山縣選舉區）     | 再任                                        | 杉田和博       | 2014年9月5日   | 2015年10月7日  | 無黨籍         | 警察廳                          | 再任                                            |
|                            | 第1次改造内閣               | 菅義偉               | 萩生田光一               | 2015年10月7日  | 2016年8月3日               | 自由民主黨     | 眾議員（東京都第24區）       |                                             | 杉田和博       | 2015年10月7日  | 2016年8月3日   | 無黨籍         | 警察廳                          | 留任                                            |
| 世耕弘成                   | 第1次改造内閣               | 菅義偉               | 參議員（和歌山縣選舉區） | 2015年10月7日  | 2016年8月3日               | 自由民主黨     | 留任                         |                                             | 杉田和博       | 2015年10月7日  | 2016年8月3日   | 無黨籍         | 警察廳                          | 留任                                            |
| 第2次改造内閣              | 萩生田光一                  | 菅義偉               | 2016年8月3日             | 2017年8月3日   | 眾議員（東京都第24區）     | 自由民主黨     | 留任                         | 杉田和博                                    | 2016年8月3日   | 2017年8月3日   | 警察廳         | 無黨籍         | 留任                            |                                                 |
| 第2次改造内閣              | 野上浩太郎                  | 菅義偉               | 2016年8月3日             | 2017年8月3日   | 參議員（富山縣選舉區）     | 自由民主黨     |                              | 杉田和博                                    | 2016年8月3日   | 2017年8月3日   | 警察廳         | 無黨籍         | 留任                            |                                                 |
| 第3次改造内閣              | 西村康稔                    | 菅義偉               | 2017年8月3日             | 2017年11月3日  | 參議員（兵庫縣第9區）      | 自由民主黨     |                              | 杉田和博                                    | 2017年8月3日   | 2017年11月3日  | 警察廳         | 無黨籍         | 留任                            |                                                 |
| 第3次改造内閣              | 野上浩太郎                  | 菅義偉               | 2017年8月3日             | 2017年11月3日  | 參議員（富山縣選舉區）     | 自由民主黨     | 留任                         | 杉田和博                                    | 2017年8月3日   | 2017年11月3日  | 警察廳         | 無黨籍         | 留任                            |                                                 |
| 第4次安倍内閣              | 第4次安倍内閣               | 菅義偉               | 西村康稔                 | 2017年11月3日  | 2018年10月4日              | 自由民主黨     | 參議員（兵庫縣第9區）        | 再任                                        | 杉田和博       | 2017年11月3日  | 2018年10月4日  | 無黨籍         | 警察廳                          | 再任                                            |
| 第4次安倍内閣              | 第4次安倍内閣               | 菅義偉               | 野上浩太郎               | 2017年11月3日  | 2018年10月4日              | 自由民主黨     | 參議員（富山縣選舉區）       | 再任                                        | 杉田和博       | 2017年11月3日  | 2018年10月4日  | 無黨籍         | 警察廳                          | 再任                                            |
|                            | 第1次改造內閣               | 菅義偉               | 西村康稔                 | 2018年10月4日  | 2019年9月11日              | 自由民主黨     | 參議員（兵庫縣第9區）        | 留任                                        | 杉田和博       | 2018年10月4日  | 2019年9月11日  | 無黨籍         | 警察廳                          | 留任                                            |
| 野上浩太郎                 | 第1次改造內閣               | 菅義偉               | 參議員（富山縣選舉區）   | 2018年10月4日  | 2019年9月11日              | 自由民主黨     | 留任                         |                                             | 杉田和博       | 2018年10月4日  | 2019年9月11日  | 無黨籍         | 警察廳                          | 留任                                            |
| 第2次改造內閣              | 西村明宏                    | 菅義偉               | 2019年9月11日            | 2020年9月16日  | 參議員（宮城縣第3區）      | 自由民主黨     |                              | 杉田和博                                    | 2019年9月11日  | 2020年9月16日  | 警察廳         | 無黨籍         | 留任                            |                                                 |
| 第2次改造內閣              | 岡田直樹                    | 菅義偉               | 2019年9月11日            | 2020年9月16日  | 參議員（石川縣選舉區）     | 自由民主黨     |                              | 杉田和博                                    | 2019年9月11日  | 2020年9月16日  | 警察廳         | 無黨籍         | 留任                            |                                                 |
| 菅義偉内閣                 | 菅義偉内閣                  | 加藤勝信             | 坂井學                   | 2020年9月16日  | 2021年10月4日              | 自由民主黨     | 參議員（神奈川縣第5區）      |                                             | 杉田和博       | 2020年9月16日  | 2021年10月4日  | 無黨籍         | 警察廳                          | 再任                                            |
| 菅義偉内閣                 | 菅義偉内閣                  | 加藤勝信             | 岡田直樹                 | 2020年9月16日  | 2021年10月4日              | 自由民主黨     | 參議員（石川縣選舉區）       | 再任                                        | 杉田和博       | 2020年9月16日  | 2021年10月4日  | 無黨籍         | 警察廳                          | 再任                                            |
| 第1次岸田內閣              | 第1次岸田內閣               | 松野博一             | 木原誠二                 | 2021年10月4日  | 2021年11月10日             | 自由民主黨     | 眾議員（東京都第20區）       |                                             | 栗生俊一       | 2021年10月4日  | 2021年11月10日 | 無黨籍         | 警察廳                          |                                                 |
| 第1次岸田內閣              | 第1次岸田內閣               | 松野博一             | 磯崎仁彥                 | 2021年10月4日  | 2021年11月10日             | 自由民主黨     | 參議員（香川縣選舉區）       |                                             | 栗生俊一       | 2021年10月4日  | 2021年11月10日 | 無黨籍         | 警察廳                          |                                                 |
| 第2次岸田內閣              | 第2次岸田內閣               | 松野博一             | 木原誠二                 | 2021年11月10日 | 2022年8月10日              | 自由民主黨     | 眾議員（東京都第20區）       | 再任                                        | 栗生俊一       | 2021年11月10日 | 2022年8月10日  | 無黨籍         | 警察廳                          | 再任                                            |
| 第2次岸田內閣              | 第2次岸田內閣               | 松野博一             | 磯崎仁彥                 | 2021年11月10日 | 2022年8月10日              | 自由民主黨     | 參議員（香川縣選舉區）       | 再任                                        | 栗生俊一       | 2021年11月10日 | 2022年8月10日  | 無黨籍         | 警察廳                          | 再任                                            |
|                            | 第1次改造內閣               | 松野博一             | 木原誠二                 | 2022年8月10日  | 2023年9月13日              | 自由民主黨     | 眾議員（東京都第20區）       | 留任                                        | 栗生俊一       | 2022年8月10日  | 2023年9月13日  | 無黨籍         | 警察廳                          | 留任                                            |
| 磯崎仁彥                   | 第1次改造內閣               | 松野博一             | 參議員（香川縣選舉區）   | 2022年8月10日  | 2023年9月13日              | 自由民主黨     | 留任                         |                                             | 栗生俊一       | 2022年8月10日  | 2023年9月13日  | 無黨籍         | 警察廳                          | 留任                                            |
| 第2次改造內閣              | 松野博一 →林芳正            | 村井英樹             | 2023年9月13日            | 2024年10月1日  | 眾議員（埼玉縣第1區）      | 自由民主黨     |                              | 栗生俊一                                    | 2023年9月13日  | 2024年10月1日  | 警察廳         | 無黨籍         | 留任                            |                                                 |
| 第2次改造內閣              | 松野博一 →林芳正            | 森屋宏               | 2023年9月13日            | 2024年10月1日  | 參議員（山梨縣選舉區）     | 自由民主黨     |                              | 栗生俊一                                    | 2023年9月13日  | 2024年10月1日  | 警察廳         | 無黨籍         | 留任                            |                                                 |
| 第1次石破內閣              | 第1次石破內閣               | 林芳正               | 橘慶一郎                 | 2024年10月1日  | 2024年11月11日             | 自由民主黨     | 眾議員（富山縣第3區）        |                                             | 佐藤文俊       | 2024年10月1日  | 2024年11月11日 | 無黨籍         | 總務省                          |                                                 |
| 第1次石破內閣              | 第1次石破內閣               | 林芳正               | 青木一彥                 | 2024年10月1日  | 2024年11月11日             | 自由民主黨     | 參議員（鳥取縣島根縣選舉區） |                                             | 佐藤文俊       | 2024年10月1日  | 2024年11月11日 | 無黨籍         | 總務省                          |                                                 |
| 第2次石破內閣              | 第2次石破內閣               | 林芳正               | 橘慶一郎                 | 2024年11月11日 | 現任                       | 自由民主黨     | 眾議員（富山縣第3區）        | 再任                                        | 佐藤文俊       | 2024年11月11日 | 現任           | 無黨籍         | 總務省                          | 再任                                            |
| 第2次石破內閣              | 第2次石破內閣               | 林芳正               | 青木一彥                 | 2024年11月11日 | 現任                       | 自由民主黨     | 參議員（鳥取縣島根縣選舉區） | 再任                                        | 佐藤文俊       | 2024年11月11日 | 現任           | 無黨籍         | 總務省                          | 再任                                            |

再任表示換閣後再次被招攬，留任表示同一內閣改造後獲得挽留，再入閣表示時隔數個內閣後再度被招攬
政務擔當為2人之部分，除特別指名外上方為眾議院，下方為參議院